# Joyce Beatty
Joyce Birdsong Beatty, nata Hannah (Dayton, 12 marzo 1950), è una politica statunitense, membro della Camera dei Rappresentanti per lo stato dell'Ohio dal 2013.

## Biografia
Nata e cresciuta a Dayton, la Beatty ottenne un master in counseling e conseguì il dottorato all'Università di Cincinnati. Per molti anni svolse la professione di consulente di management e successivamente si dedicò alla politica con il Partito Democratico.
Quando nel 1999 suo marito Otto Beatty, membro della Camera dei Rappresentanti dell'Ohio, decise di lasciare il suo seggio per andare in pensione, Joyce si candidò per il posto e riuscì a farsi eleggere. La Beatty rimase all'interno della legislatura statale per un totale di quattro mandati e lasciò la carica nel 2008 per sopravvenuti limiti di mandato.
Dopo aver abbandonato il seggio, la Beatty venne assunta per un incarico gestionale all'Università statale dell'Ohio.
Quattro anni dopo, nel 2012, Joyce Beatty annunciò la sua candidatura per un seggio di nuova creazione alla Camera dei Rappresentanti nazionale. Nelle primarie democratiche sconfisse altri tre avversari (tra cui l'ex deputata Mary Jo Kilroy) e in seguito prevalse senza grossi problemi anche nelle generali.

### Arresto
Il 15 luglio 2021, Beatty è stato uno dei nove manifestanti arrestati dalla polizia del Campidoglio degli Stati Uniti per aver manifestato illegalmente nell'edificio degli uffici del Senato di Hart.  Lei e circa altri 20 manifestanti per il diritto di voto hanno cercato di spingere il Senato a sostenere il For the People e il John Lewis Voting Rights Acts. Dopo vari avvertimenti da parte della polizia, Beatty è stata arrestata per aver violato una legge di Washington, DC contro "l'affollamento, l'ostruzione o l'incommoding".